# Шевченковка (Полтавская область)
Шевченковка (укр. Шевченківка) — село,
Скороходовский поселковый совет,
Чутовский район,
Полтавская область,
Украина.
Код КОАТУУ — 5325455307. Население по переписи 2001 года составляло 155 человек.

## Географическое положение
Село Шевченковка находится на расстоянии в 2,5 км от сёл Рябковка, Степановка и Искровка.
По селу протекает пересыхающий ручей с запрудой.

## История
- 2004 — изменён статус с посёлка на село.